# Горяйнов, Николай Иосифович
Никола́й Ио́сифович Горя́йнов (14 февраля 1924, село Белоомут Луховицкого района Московской области — 23 сентября 1976, город Жуковский Московской области) — советский военный лётчик, Герой Советского Союза (1957), заслуженный лётчик-испытатель СССР (1967), полковник (1961).

## Биография
Николай Горяйнов родился 14 февраля 1924 года в селе Белоомут Зарайского уезда. Окончил неполную среднюю школу, в 1941 году — Касимовский аэроклуб.
В армии с апреля 1941 года. В 1943 году окончил Батайскую военную авиационную школу лётчиков и курсы лётчиков-инструкторов при Борисоглебской военной авиационной школе лётчиков. В 1943—1947 — лётчик-инструктор Батайского военного авиационного училища лётчиков. В 1947 году окончил Высшую офицерскую авиационно-инструкторскую школу (г. Грозный), до 1951 года был в ней лётчиком-инструктором. 
В 1951 году демобилизован. В 1953 году окончил Школу лётчиков-испытателей.
В 1953—1955 — лётчик-испытатель Лётно-исследовательского института. Провёл ряд испытательных работ на самолётах-истребителях.
В 1955—1960 — лётчик-испытатель ОКБ В. М. Мясищева. 11 июля 1955 года первым в стране выполнил успешную конусную дозаправку в воздухе (на самолёте М-4) и провёл испытания по её отработке.
Поднял в небо и провёл испытания реактивных стратегических бомбардировщиков 3М (1956 год), 3МЕ (1959 год) и М-50 (1959 год).
За мужество и героизм, проявленные при испытании новой авиационной техники, подполковнику Горяйнову Николаю Иосифовичу Указом Президиума Верховного Совета СССР от 19 октября 1957 года присвоено звание Героя Советского Союза с вручением ордена Ленина и медали «Золотая Звезда» (№ 11113).
16 сентября 1959 года установил два мировых авиационных рекорда грузоподъёмности на самолёте 3М: высоты полёта с грузом 5000 и 10 000 кг (15 317 м).
В 1960—1961 — лётчик-испытатель филиала № 1 ОКБ-52 В. Н. Челомея.
В 1961—1971 — лётчик-испытатель ОКБ А. Н. Туполева. Поднял в небо первый серийный пассажирский самолёт Ту-154 производства Куйбышевского авиазавода (в 1969 году). Участвовал в испытаниях сверхзвукового самолёта-разведчика Ту-22Р, пассажирских самолётов Ту-134 и Ту-154, а также других самолётов. С марта 1971 года полковник Н. И. Горяйнов — в запасе.
Жил в городе Жуковский Московской области. Умер 23 сентября 1976 года. Похоронен на Быковском кладбище в Жуковском.

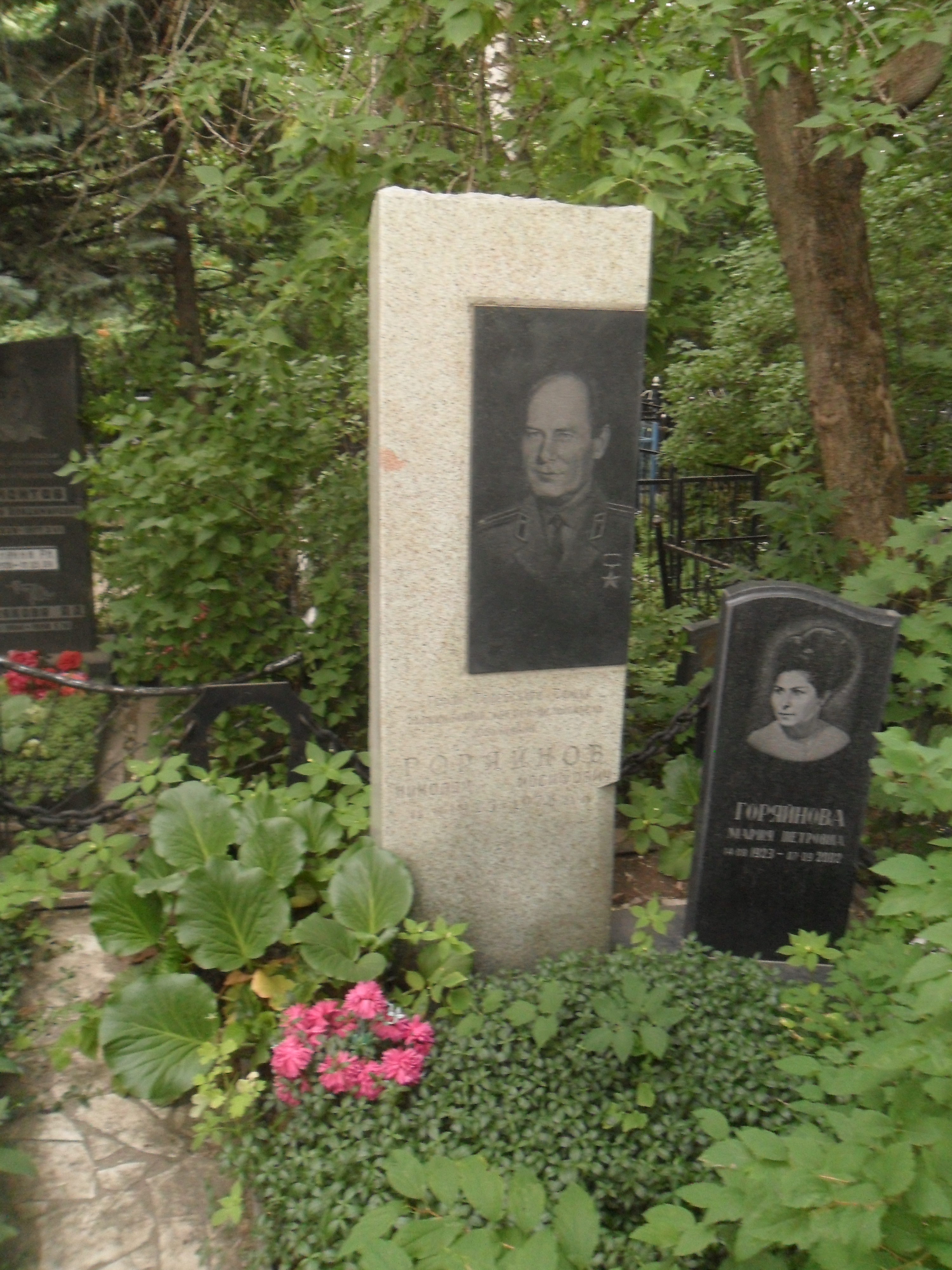
Могила Горяйнова на Быковском кладбище Жуковского.

## Награды и звания
- Герой Советского Союза (19.10.1957)
- 2 ордена Ленина (27.11.1956, 19.10.1957)
- орден Красного Знамени (29.04.1957)
- 2 ордена Красной Звезды (30.12.1956, 31.07.1961)
- медаль «За боевые заслуги» (1951), другие медали
- Заслуженный лётчик-испытатель СССР (23.09.1967)

## Память

Мемориальная доска памяти Горяйнова на д. 6 по ул. Ломоносова в г. Жуковском Московской области

- В посёлке Белоомут установлен памятник Горяйнову
- В Жуковском на д. 6 по ул. Ломоносова, где жил Горяйнов, установлена мемориальная доска